# رينيه تشابوس
رينيه تشابيوس أو (بالفرنسية: René Chapus)‏ ولد في 6 أكتوبر 1924 في الجزائر العاصمة وتوفي في 28 يوليو 2017، وهو فقيه فرنسي، وأستاذ فخري من جامعة بانتيون أساس (باريس الثاني)، والمتخصص في القانون العام (ولا سيما القانون الإداري).
مقالاته والكثير من كتبه تشكل مصدرا هاما لدراسة القانون الفرنسي والمنازعات الإدارية، التي كان واحدا من أبرز الخبراء فيها. وهو معروف بأهم أعماله في مجال قانون المنازعات الإدارية الذي توج عنها بأكاديمية العلوم الأخلاقية والسياسية.

## حياته
بدأ حياته المهنية كأستاذ القانون العام في كلية الحقوق في تونس، حيث درس من 1954 إلى 1968، قبل انضمامه إلى كلية الحقوق والاقتصاد في باريس. وبعد ذلك أصبح أستاذ فخري في جامعة بانتيون أساس من 1968 إلى 1992، ثم درس القانون والادعاء الإداري هناك وأنشأ مركز البحوث في القانون الإداري.
وقد شكل رينيه تشابوس مذهباً حقيقيا للقانون الإداري المعاصر والنزاعات الإدارية، على غرار ما قدمه كبار الأساتذة في هذا المجال، بعد إدوارد لافيرير (رسالة عن الاختصاص الإداري والعلاجات المثيرة للخلاف، مجلدان، بيرغر-ليفراولت، 1887-1888، وبعد موريس هوريو (القانون المتعلق بالقانون الإداري والقانون العام، باريس، سيري، 1892-1933)، وايضا مارسيل والين (رسالة عن القانون الإداري، باريس، سيري، 1936-1970)، وريموند أودنت (الدعاوى الإدارية، الطبعة السادسة، الكراسات من الأول إلى السادس، مدارس القانون، باريس، 1977-1981، ريبرب، مجلدين، دالوز، 2007).
وتتصل دراساته أساسا بمختلف جوانب الدولة وتطور القانون الفقهي الإداري خلال النصف الثاني من القرن العشرين. وهي تتعلق على وجه الخصوص بالتجديد الذي أعطى القاضي الإداري الوسائل القانونية لمهمته، والتقدم الذي أحرزته المحكمة الإدارية في مراعاة متطلبات القانون الأوروبي، و«التقاطع» بين القانون الإداري والمبادئ الدستورية.
وغالبا ما تستخدم أعماله كمرجع للمهنيين القانونيين، وخاصة للمقررين العاملين للمحاكم الإدارية، الذين لا يترددون في ذكرها في استنتاجاتهم.

## وصلات خارجية
[[[:fr:René Chapus|René Chapus]] صفحة رينيه تشابوس على ويكيبديا الفرنسية]